# رافائل اشمیتس
رافائل اشمیتس مدافع اهل برزیل است که در شهر بلومنائو و در تاریخ ۱۷ دسامبر ۱۹۸۰ به دنیا آمده‌است.
رافائل اشمیتس در تیم‌های فوتبال لیل، Krylya Sovetov Samara، بیرمنگام سیتی، باشگاه فوتبال والنسین، Atlético-PR سابقهٔ حضور دارد.